# Ilíada
La Ilíada (en griego homérico Ἰλιάς: Iliás; en griego moderno Ιλιάδα: Iliáda; en latín: Ilias) es una epopeya griega, atribuida tradicionalmente a Homero. Compuesta en hexámetros dactílicos, consta de 15 693 versos (divididos por los editores, ya en la antigüedad, en 24 cantos o rapsodias) y su trama radica en la cólera de Aquiles (μῆνις, mênis). Narra los acontecimientos ocurridos durante 51 días en el décimo y último año de la guerra de Troya. El título de la obra deriva del nombre griego de Troya, Ιlión.
Tanto la Ilíada como la Odisea fueron consideradas por los griegos de la época clásica y por las generaciones posteriores como las composiciones más importantes en la literatura de la Antigua Grecia y fueron utilizadas como fundamentos de la pedagogía griega. Ambas forman parte de una serie más amplia de poemas épicos de diferentes autores y extensiones denominado ciclo troyano; sin embargo, de los otros poemas, únicamente han sobrevivido fragmentos.

## Datación y autoría
La fecha de su composición es controvertida: la opinión mayoritaria la sitúa en la segunda mitad del siglo VIII a. C., pero hay algunos estudiosos que pretenden situarla en el siglo VI a. C., mientras otros defienden que hay algunas partes del poema ―como el catálogo de naves del canto II― que deben ser muy anteriores.
Por otro lado, la mayoría de la crítica opina que el canto X, denominado Dolonia, es una interpolación tardía, puesto que no parece tener conexión con el resto del poema ni hay en este canto referencias a sucesos narrados en el resto del poema. Algunos estudiosos, en cambio, defienden su autenticidad.
Tanto la Ilíada como la Odisea se atribuyen generalmente a un mismo poeta, Homero, quien se estima que pudo vivir en el siglo VIII a. C., en Jonia (actual Turquía). No obstante, se discute su autoría, e incluso la misma existencia de Homero, así como la posibilidad de que ambas obras hayan sido compuestas por una misma persona. Estas discusiones se remontan a la antigüedad grecolatina y han continuado durante la época moderna. El siglo XX no ha cerrado ese debate, pero la datación más común remite al siglo VIII a. C.

## Argumento
La cólera canta, Diosa, del Pélida Aquiles, maldita, que causó a los aqueos incontables dolores, precipitó al Hades muchas valientes vidas de héroes y a ellos mismos los hizo presa para los perros y para todas las aves (y así se cumplía el plan de Zeus) desde que por primera vez se separaron tras haber reñido el Atrida, soberano de hombres y Aquiles, de la casta de Zeus.

Primeros versos de la Ilíada

Este poema épico narra la cólera de Aquiles, hijo del rey Peleo y de la nereida Tetis, su causa, su larga duración, sus consecuencias y su posterior cambio de actitud. La ira del pélida Aquiles termina junto con el poema, cuando se reconcilia con Príamo, padre de su enemigo Héctor, momento en que se celebran los funerales de este.

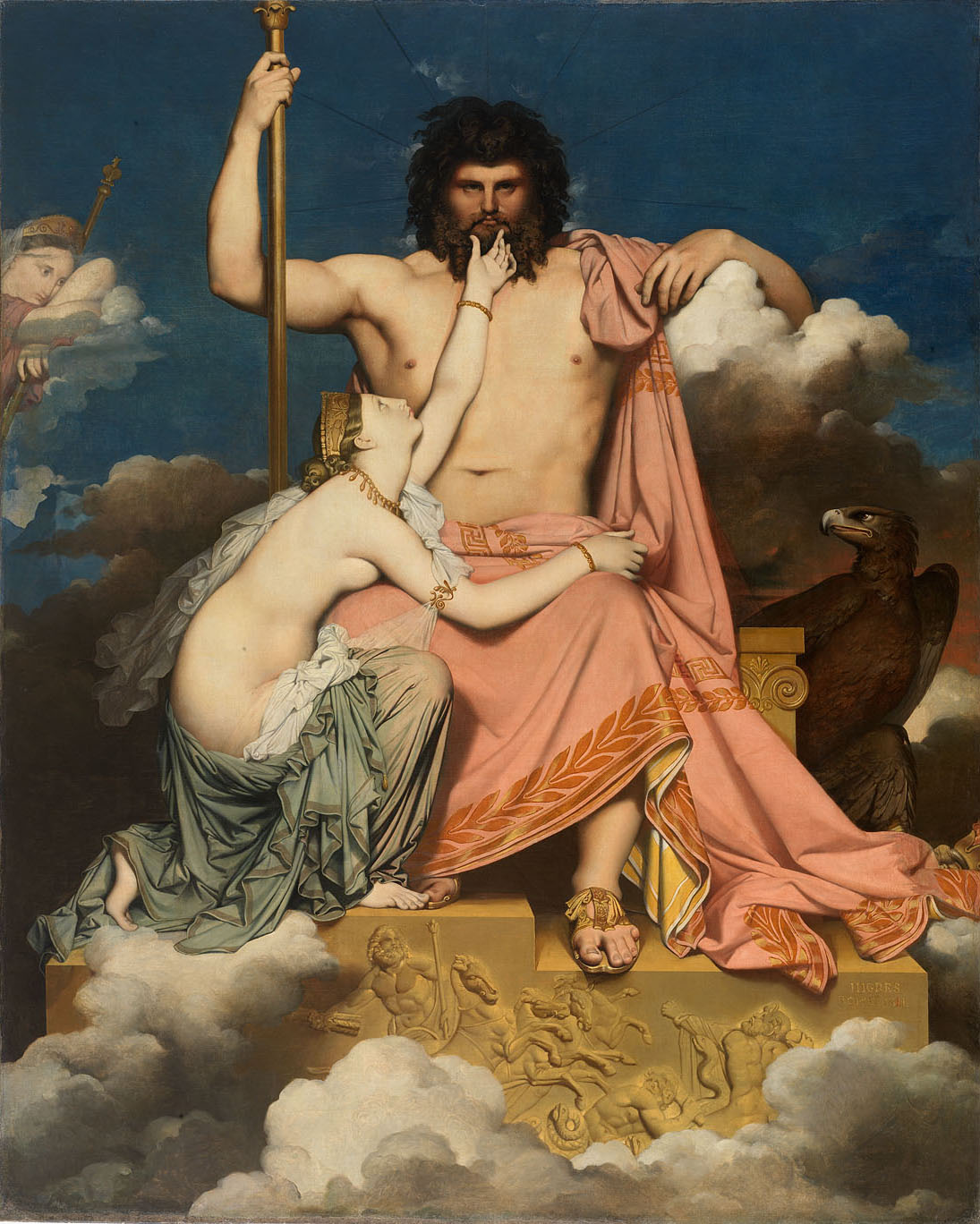
Tetis, tras la cólera de Aquiles, suplica a Zeus para que este permita que los troyanos adquieran ventaja. Jean-Auguste-Dominique Ingres.

### Canto I: La peste y la cólera
Después de nueve años de guerra entre aqueos y troyanos, una peste se desata sobre el campamento aqueo. Consultado el adivino Calcas, vaticina que la peste no cesará hasta que Criseida, esclava de Agamenón, sea devuelta a su padre Crises. La cólera de Aquiles se origina por la afrenta que le inflige Agamenón, quien al ceder a Criseida, arrebata a Aquiles su parte del botín: la joven sacerdotisa Briseida. Al haberse producido todo esto Aquiles se retira de la batalla y asegura que solo volverá cuando el fuego troyano alcance sus propias naves. Le pide a su madre, Tetis, que convenza a Zeus de ayudar a los troyanos. Este acepta, ya que Tetis lo había ayudado cuando sus hermanos divinos se le rebelaron.

### Canto II: El sueño de Agamenón y la Beocia. Ὄνειρος. Διάπειρα. Βοιωτία ἢ κατάλογος νεῶν
Zeus, inquieto por la promesa que le ha hecho a Tetis, aconseja por medio de un sueño a Agamenón que arme a sus tropas para atacar Troya. Sin embargo, Agamenón, para probar a su ejército, propone a los aqueos regresar a sus hogares pero la propuesta es rechazada. A continuación se enumera el catálogo de las naves del contingente aqueo y el de las fuerzas troyanas.

### Canto III: Los juramentos y Helena en la muralla
El jefe de las tropas troyanas, Héctor, increpa a su hermano Paris por esconderse ante la presencia de Menelao. Ante ello, Paris decide desafiar a Menelao en combate singular. Helena, el rey Príamo y otros nobles troyanos observan la batalla desde la muralla, donde Helena presenta a algunos de los jefes aqueos (teichoscopía). La batalla se detiene para la celebración del duelo singular, con la promesa de que el vencedor se quedaría con Helena y sus tesoros. Menelao está a punto de matar a Paris pero este es salvado por Afrodita, y es enviado junto a Helena.

### Canto IV: Violación de los juramentos y revista de las tropas
Tras una pequeña asamblea de los dioses, estos deciden que se reanuden las hostilidades, por lo que Atenea, disfrazada, incita a Pándaro para que rompa la tregua lanzando una flecha que hiere a Menelao y tras la arenga de Agamenón a sus tropas se reanuda la lucha, en la que Ares y Apolo por una parte y Atenea, Hera y otras divinidades, ayudan respectivamente a los troyanos y a los aqueos.

### Canto V: Principalía de Diomedes
Entre los aqueos destaca en la batalla Diomedes, asistido por Atenea, que está a punto de matar a Eneas, y llega a herir a Afrodita. Mientras, Ares y Héctor comandan a las tropas troyanas y también destaca Sarpedón, caudillo de los licios, que mata entre otros al rey de Rodas, Tlepólemo. Luego, Diomedes, amparado nuevamente por Atenea, hiere a Ares.

### Canto VI: Coloquio de Héctor y Andrómaca
Ante el empuje de los aqueos, Héleno, también hijo de Príamo y adivino, insta a Héctor a que regrese a Troya para encargar a las mujeres troyanas que realicen ofrendas en el templo de Atenea. Mientras, en la batalla, Diomedes y el licio Glauco reconocen sus lazos de hospitalidad y se intercambian las armas amistosamente. Héctor, tras realizar el encargo de su hermano Héleno, va en busca de Paris para increparle para que regrese a la batalla y se despide de su esposa Andrómaca.

### Canto VII: Combate singular de Héctor y Áyax
Tras el debate entre Atenea y Apolo, interpretado por Héleno, Héctor desafía en duelo singular a cualquier aqueo destacado. Los principales jefes aqueos, arengados por Néstor, aceptan el desafío y tras echarlo a suertes, Áyax Telamonio es el elegido. El duelo singular tiene lugar pero la llegada de la noche pone fin a la lucha entre ambos y se intercambian regalos (don y contra-don). Héctor entrega una espada (con la que Áyax luego se suicidaría) y Áyax un cinturón púrpura. Néstor insta a los aqueos a construir una muralla y una fosa que defienda su campamento. Los troyanos en asamblea debaten si deben entregar a Helena y su tesoro (postura defendida por Antenor), o solo su tesoro (postura defendida por Paris). Príamo ordena que se traslade a los aqueos la propuesta de Paris. La propuesta es rotundamente rechazada, pero se acuerda una tregua para incinerar los cadáveres.

### Canto VIII: Batalla interrumpida
Zeus ordena al resto de los dioses que se abstengan de intervenir en la contienda. Los troyanos, animados por Zeus, avanzan en la batalla y hacen retroceder a los aqueos. Por parte de los aqueos, Teucro causa graves daños en las filas troyanas con sus flechas. Atenea y Hera tratan de ayudar a los aqueos, pero Iris les envía la orden de Zeus de que no intervengan. Al llegar la noche, los troyanos acampan cerca del campamento aqueo.

### Canto IX: Embajada a Aquiles
Fénix, Áyax Telamonio, Odiseo y dos heraldos son enviados como embajada, por consejo de Néstor, donde dan a Aquiles disculpas por parte de Agamenón (ofreciéndole regalos, la devolución de Briseida y a cualquiera de sus hijas como esposa) y le suplican que regrese a la lucha, pero este se niega a pesar del consejo de Fénix.

### Canto X: Gesta de Dolón
Diomedes y Odiseo, nuevamente por consejo de Néstor, realizan una misión de espionaje nocturna, en la que matan al troyano Dolón, que igualmente había sido enviado en misión de espionaje por Héctor. Luego, con la información conseguida a través de Dolón, asesinan a soldados tracios y a su rey Reso mientras duermen y se llevan sus caballos.

### Canto XI: Gesta de Agamenón
Amanece, se reanuda la batalla y los aqueos empiezan llevando la iniciativa. Destaca entre ellos Agamenón, hasta que resulta herido por Coón y debe retirarse. Entonces toman la iniciativa los troyanos. Los aqueos contraatacan, pero Diomedes, Eurípilo y el médico Macaón son heridos por flechas de Paris. El troyano Soco muere a manos de Odiseo, pero consigue herirle; Patroclo es enviado por Aquiles a la tienda de Néstor para tener noticias de la batalla.

### Canto XII: Combate en la muralla
Los troyanos, siguiendo primero los consejos de Polidamante, atraviesan el foso previo al muro de los aqueos pero luego desoyen su consejo de no asaltar el muro. El licio Sarpedón abre una brecha en el muro que es atravesado por las tropas troyanas con Héctor a la cabeza, a pesar de la resistencia de Áyax y Teucro.

### Canto XIII: Batalla junto a las naves
Poseidón se indigna al ver el favoritismo de Zeus hacia los troyanos y toma la forma de Calcante para animar a los aqueos. Se desata un combate en el que Poseidón ayuda a los aqueos y Zeus a los troyanos. Poseidón acude a la batalla para animar a los aqueos a resistir las cargas de los troyanos. Entre los aqueos se destaca Idomeneo, rey de Creta. Héleno y Deífobo deben retirarse tras ser heridos por Menelao y Meríones. Pero Héctor prosigue en su avance hasta que se le opone Áyax.

### Canto XIV: Engaño de Zeus
Hera concibe un plan para engañar a Zeus, y con ayuda del cinturón de Afrodita seduce a Zeus y con la de Hipnos lo hace dormir. Después encarga a Poseidón que intervenga en favor de los aqueos. Áyax Telamonio hiere de gravedad a Héctor, que es retirado del combate por sus compañeros y llevado cerca de la ciudad. A pesar de la resistencia de Polidamante y su hermano Acamante, los aqueos toman una breve iniciativa en la batalla.

### Canto XV: Nueva ofensiva desde las naves
Zeus descubre el engaño del que ha sido objeto y ordena a Poseidón por medio de Iris que deje de ayudar a los aqueos. Luego insta a Apolo a que infunda nuevas fuerzas a los troyanos. Ares tiene el propósito de ir a combatir al lado de los aqueos para vengar la muerte de su hijo Ascálafo pero Atenea le advierte que será objeto de la ira de Zeus. Héctor recobra las fuerzas y los troyanos llegan combatiendo hasta las naves de los aqueos. Incluso Áyax Telamonio tiene que retroceder.

### Canto XVI: Gesta de Patroclo
Héctor logra prender fuego a una de las naves de los aqueos. Patroclo pide permiso a Aquiles para tomar sus armas y repeler el ataque y, al mando de los Mirmidones, hace huir a los troyanos, que creen que en realidad se trata de Aquiles. Mata, entre otros, a Sarpedón, rey de Licia e hijo de Zeus. Pero Apolo acude en ayuda de los troyanos y golpea a Patroclo, que después es herido por Euforbo y rematado por Héctor.

### Canto XVII: Gesta de Menelao
Menelao consigue matar a Euforbo y defiende el cuerpo sin vida de Patroclo, en torno al cual se entabla un duro combate. Los troyanos lo hacen retroceder y Héctor despoja a Patroclo de sus armas. Después acuden refuerzos aqueos al combate y consiguen llevar su cuerpo a las naves.

### Canto XVIII: Fabricación de armas

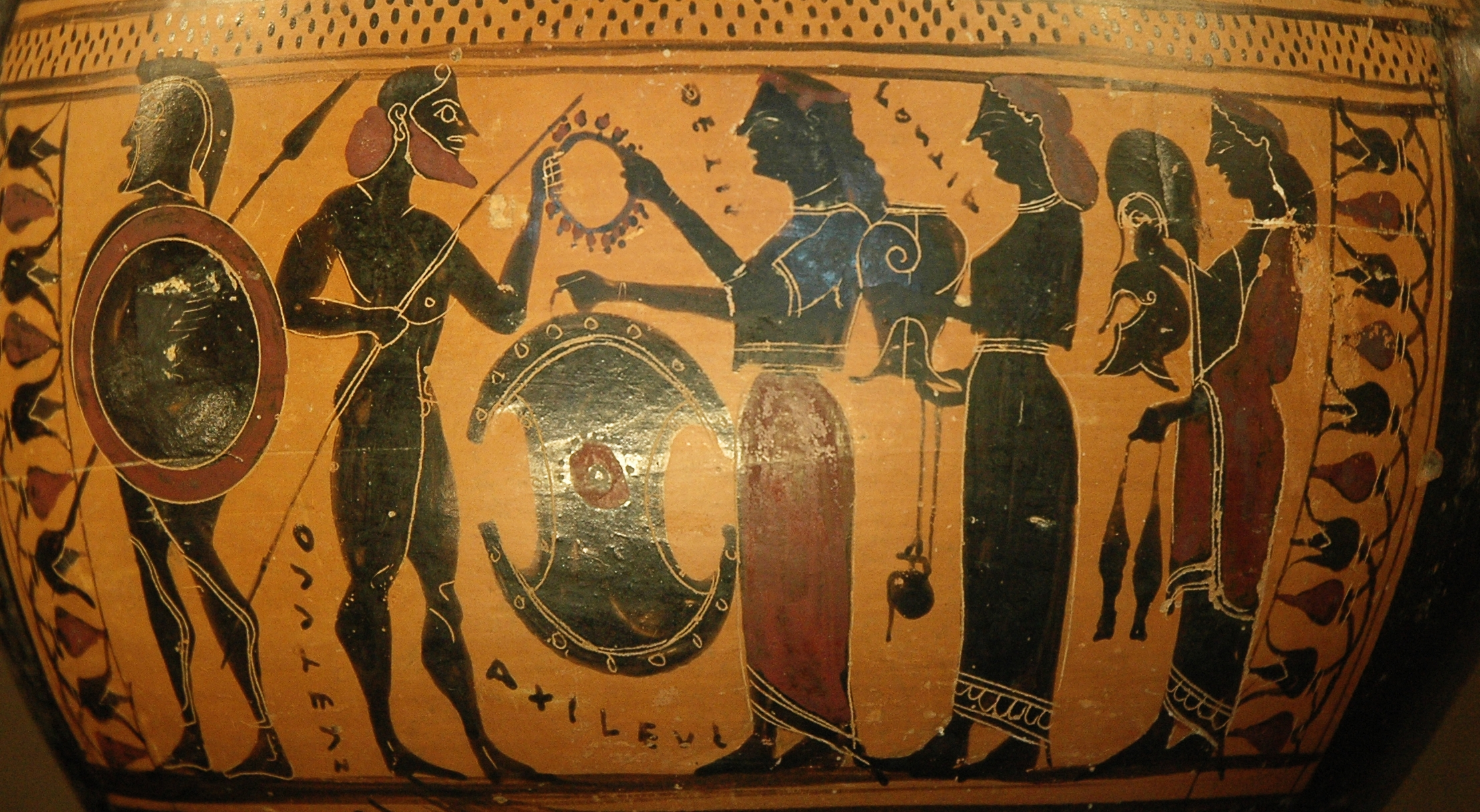
Tetis entrega a Aquiles la armadura fabricada por Hefesto. Hidria ática de figuras negras, ca.

Antíloco da a Aquiles la noticia de la muerte de Patroclo, a manos de Héctor y este decide volver a la lucha para vengar su muerte. Cae la noche y los troyanos se reúnen. Polidamante es partidario de ir a Troya y refugiarse tras sus muros, pero prevalece la opinión de Héctor de seguir luchando en campo abierto. La diosa Tetis consigue que Hefesto fabrique armas nuevas para su hijo Aquiles.

### Canto XIX: Aquiles depone la ira
Aquiles se reconcilia con Agamenón, que le devuelve a Briseida junto con varios regalos, además de hacer un juramento de que nunca estuvo con Briseida como es costumbre entre hombres y mujeres.

### Canto XX: Combate de los dioses
Zeus da permiso al resto de los dioses para que intervengan en la batalla y ayuden a quien prefieran. Aquiles inicia un furioso ataque en el que lucha con Eneas, quien es salvado por Poseidón con tal de no encolerizar a Zeus. Mata a Polidoro, hijo de Príamo, y se le enfrenta Héctor, pero Atenea ayuda a Aquiles y Apolo aleja a Héctor del combate.

### Canto XXI: Batalla junto al río
Aquiles mata, entre otros, a Licaón, hijo de Príamo y a Asteropeo, que consigue herirlo levemente. El dios del río, Escamandro, lo rodea con sus aguas y está a punto de ahogarlo, pero Hera acude a su hijo Hefesto para que aleje las aguas del río con las llamas. El resto de los dioses pelean entre ellos, unos a favor de los aqueos y otros a favor de los troyanos. El rey Príamo ordena abrir las puertas de Troya para que sus tropas se refugien tras los muros. Apolo consigue, mediante un ardid, alejar momentáneamente a Aquiles de los muros de Troya.

### Canto XXII: Muerte de Héctor

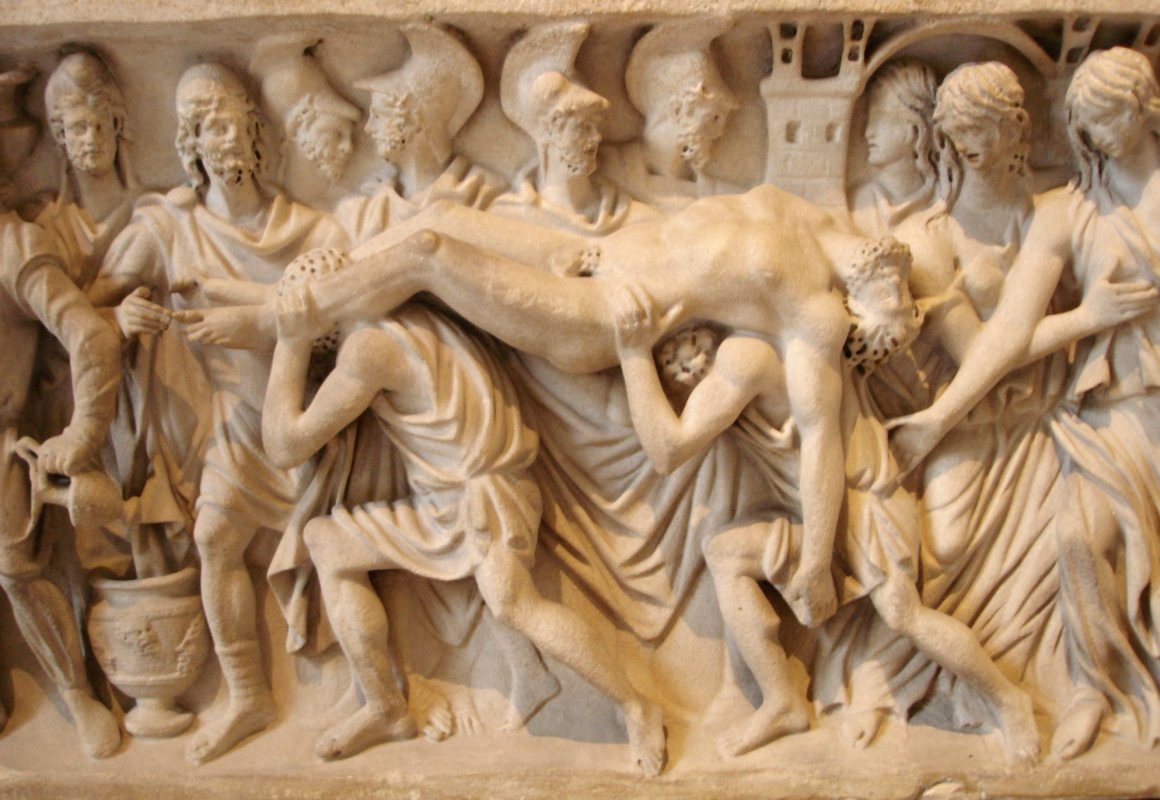
Los troyanos llevan el cuerpo de Héctor a la ciudad. Sarcófago romano en el Louvre.

Las fuerzas troyanas se refugian en la ciudad, pero Héctor queda fuera, con ánimo de pelear contra Aquiles. Una vez los dos guerreros están frente a frente, Héctor huye y da varias vueltas alrededor de la ciudad. Pero luego aparece Atenea y se hace pasar por Deífobo, engañando así a Héctor. Este, al creer que será una batalla de dos contra uno, se enfrenta por fin cara a cara a Aquiles, que lo mata, ata su cadáver a su carro de combate y vuelve a su campamento subido en él.

### Canto XXIII: Juegos en honor de Patroclo
Se celebran los juegos funerarios en honor de Patroclo con las siguientes pruebas: carrera de carros, pugilato, lucha, carrera, combate, lanzamiento de peso, tiro con arco y lanzamiento de jabalina.

### Canto XXIV: Rescate del cadáver de Héctor

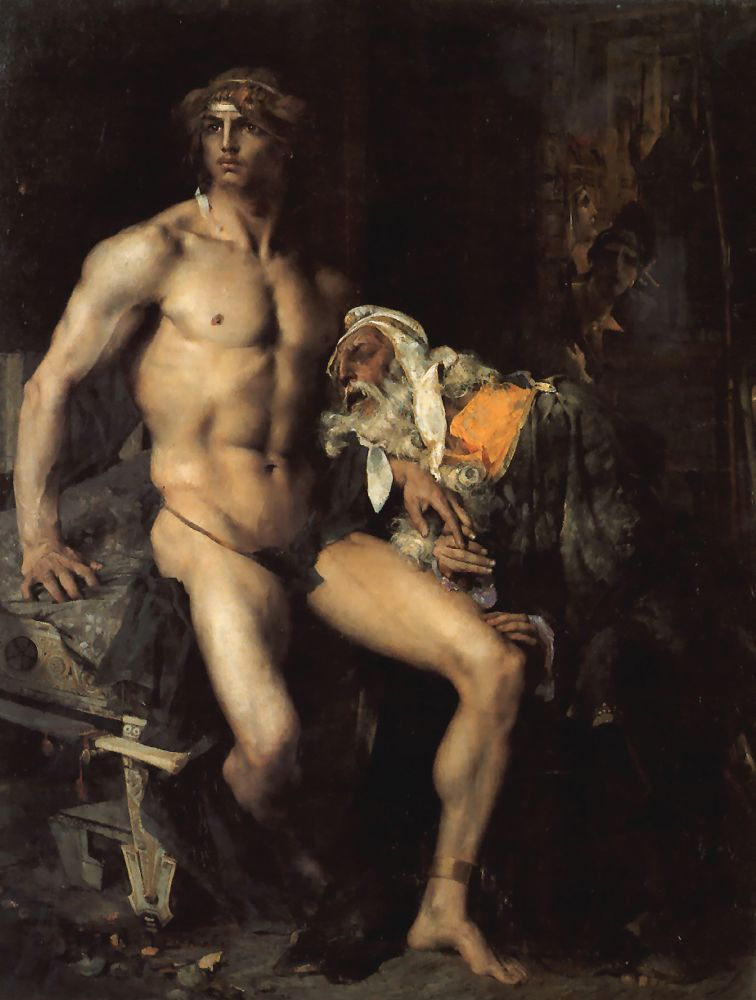
Aquiles y Príamo de Jules Bastien-Lepage

Príamo y un viejo heraldo se dirigen hacia el campamento aqueo: en el camino encuentran a Hermes (enviado por Zeus), que los ayuda a pasar inadvertidos hasta la tienda de Aquiles.
Príamo ruega a Aquiles que le entregue el cadáver de Héctor y ofrece regalos, que Aquiles conmovido acepta.
Luego Príamo pide a Aquiles un lecho para que lo acoja el sueño, y el hijo de Peleo ordena que se dispongan dos lechos; uno para Príamo y otro para su heraldo. Después de eso, Aquiles da, a petición del anciano Príamo, once días para los funerales de Héctor, de modo que el duodécimo día los troyanos volverían a pelear.

## Estilo

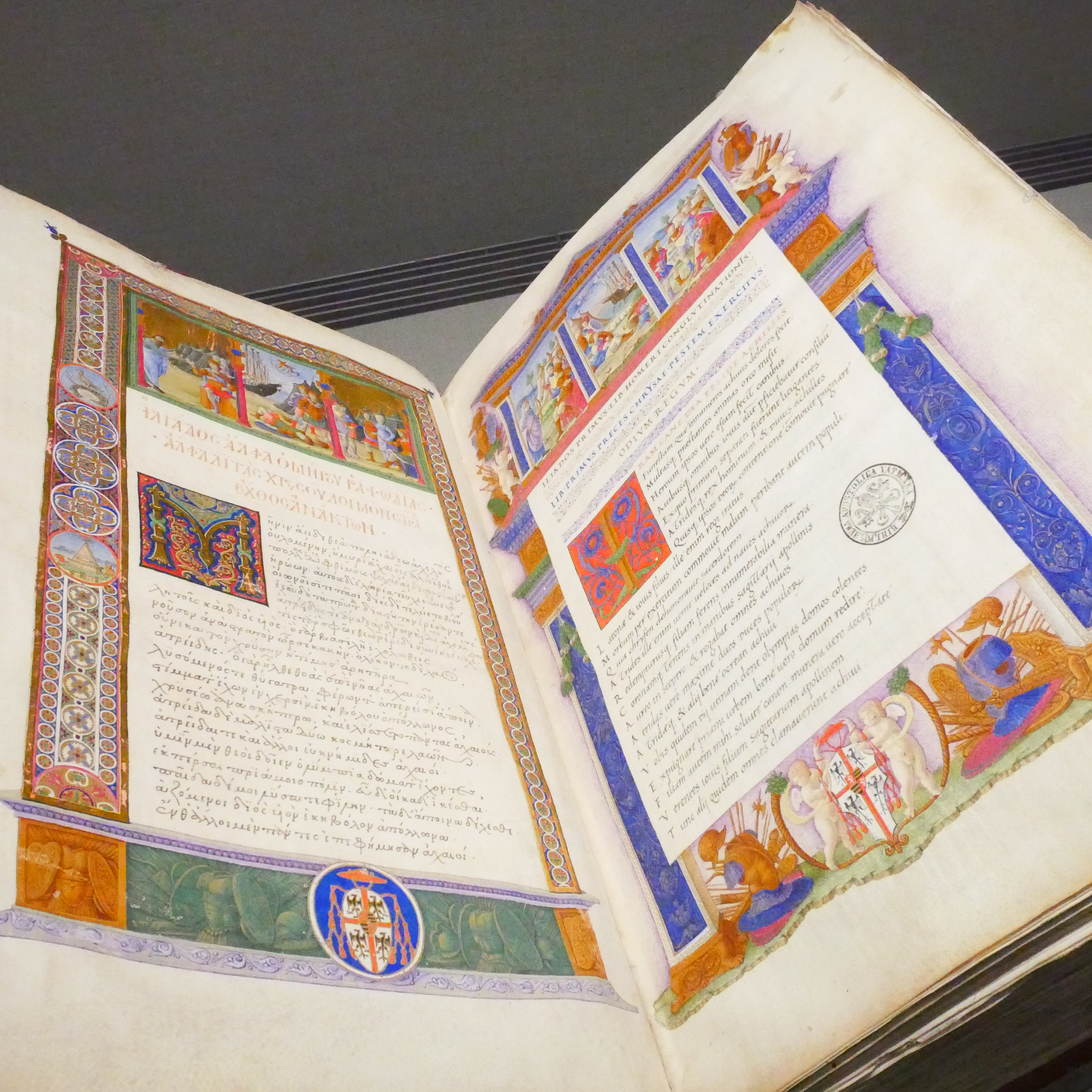
Copia bilingüe de la Íliada, datada en el s.XV.

Los análisis del estilo de la Ilíada suelen destacar principalmente dos elementos: el carácter específico de su habla («Kunstsprache» o «lenguaje poético»), la cual sirve como base argumental para reconstruir la llamada «poesía de improvisación oral», que, viniendo de la época micénica, culminaría en la Ilíada y la Odisea; así como su modo de secuencia sintáctica y semántica, marcada por la yuxtaposición, la parataxis de elementos, y la autonomía de las partes. Los análisis narratológicos se enfrentan a su vez a la tarea de describir el carácter del narrador, que sería heterodiegético, distanciado y, como se ha dicho a menudo, objetivo, por muchas matizaciones que este adjetivo requeriría.

## Temas

### Nostos
Nostos, el regreso, ocurre siete veces en el poema (2.155, 2.251, 9.413, 9.434, 9.622, 10.509, 16.82). Temáticamente, el concepto de regreso es muy explorado en la literatura griega antigua, especialmente en la suerte que tuvieron los atreidas, Agamenón y Ulises. Así, el regreso es imposible sin haber saqueado Troya.

### Kleos
Kleos («κλέος», «gloria», «fama») es el concepto de gloria ganado en batalla heroica. Para la mayoría de los invasores griegos de Troya, notablemente Odiseo, kleos se gana en un nostos victorioso (regreso a casa). Sin embargo, Aquiles debe elegir solo una de las dos recompensas, ya sea nostos o kleos. En el Libro IX (IX.410–16), le dice de manera conmovedora a los enviados de Agamenón (Odiseo, Fénix y Áyax) suplicando su reincorporación a la batalla por tener que elegir entre dos destinos (διχθαδίας κήρας, 9.411).
Al renunciar a su nostos, ganará la mayor recompensa de kleos aphthiton («κλέος ἄφθιτον», «fama imperecedera»). En el poema, afhthiton («ἄφθιτον», «imperecedero») se emplea otras cinco veces, cada aparición denota un objeto: el cetro de Agamenón, la rueda de Hebe, el carro, la casa de Poseidón, el trono de Zeus, la casa de Hefesto. El traductor Lattimore hace que kleos afhthiton sea siempre inmortal y como siempre imperecedero, lo que connota la mortalidad de Aquiles al subrayar su mayor recompensa al regresar a la batalla de Troya.
Kleos es a menudo dado representación visible por los premios ganados en la batalla. Cuando Agamenón toma a Briseis de Aquiles, le quita una parte de los kleos que se había ganado.
El escudo de Aquiles, elaborado por Hefesto y entregado por su madre Thetis, lleva una imagen de estrellas en el centro. Las estrellas evocan imágenes profundas del lugar de un solo hombre, sin importar cuán heroicas sean, en la perspectiva de todo el cosmos.

### Timê
Parecido al kleos es timê («respeto» u «honor»), el concepto que denota el respeto que un hombre acumula a lo largo de su vida. Los problemas griegos empiezan por el comportamiento poco honorable de Agamenón. El odio de Aquiles ante tal comportamiento lleva a la ruina de la causa militar aquea.

### Ira

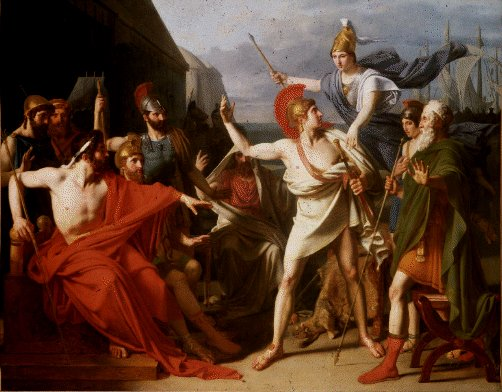
La ira de Aquiles (1819), de Michel Drolling.

La palabra inicial del poema, μῆνιν (mēnin, acusativo de μῆνις, mēnis, «ira, cólera, rabia, furia»), establece el tema principal de la Ilíada: la «Ira de Aquiles». Enfadado por los actos de Agamenón, Aquiles pide a su madre Tetis que persuada a Zeus para que ayude a los troyanos. Mientras, Héctor lidera a los troyanos atacando a los griegos y matando a Patroclo. Después de ello, aceptando la posibilidad de la muerte como un precio justo por vengar a Patroclo, Aquiles depone su ira, regresa a la batalla, y consigue matar a Héctor.

### Destino
Destino (también llamado fatum, «hado» o «sino») impulsa la mayoría de los sucesos de la Ilíada. Una vez establecido, los dioses y los hombres lo soportan, ni son capaces ni están dispuestos a cuestionarlo. Se desconoce cómo se establece el destino, pero se lo dice el Fates y Zeus mediante el envío de presagios a los videntes como Calcante. Los hombres y sus dioses hablan continuamente de aceptación heroica y evasión cobarde de su destino programado. El destino no determina todas las acciones, incidentes y sucesos, pero sí determina el resultado de la vida; antes de matarlo, Héctor llama tonto a Patroclo por evitar cobarde su destino, intentando su derrota.

No, el destino mortal, con el hijo de Leto, me ha matado,

y de los hombres era Euphorbos; eres solo mi tercer asesino.

Y guarda en tu corazón esta otra cosa que te digo.

Tú mismo no eres alguien que vivirá mucho tiempo, pero ahora ya

La muerte y el destino poderoso están a tu lado,

para bajar bajo las manos del gran hijo de Aiakos, Achilleus.

Aquí, Patroclo alude a la muerte predestinada por la mano de Héctor, y la muerte predestinada de Héctor por mano de Aquiles. Cada uno acepta el resultado de su vida, sin embargo, nadie sabe si los dioses pueden alterar el destino. La primera instancia de esta duda ocurre en el libro XVI. Al ver a Patroclo a punto de matar [a Sarpedon], su hijo mortal, Zeus dice:

Ah, yo, que está destinado que el más querido de los hombres, Sarpedón,

Debe bajar bajo las manos del hijo de Menoitios, Patroclo.

Sobre su dilema, Hera le pregunta a Zeus:

Majestad, hijo de Kronos, ¿qué tipo de cosas ha hablado?

¿Deseas traer de vuelta a un hombre que es mortal, uno desde hace mucho tiempo?

condenado por su destino, por una muerte que suena mal y lo libera?

Hazlo entonces; pero no todos los demás dioses lo aprobaremos.

Al decidir entre perder un hijo o un destino permanente, Zeus, el Rey de los dioses, lo permite. Este motivo se repite cuando considera a Hector, a quien ama y respeta. Esta vez, es Atenea quien lo desafía:

Padre del rayo brillante, oscuro empañado, ¿qué es esto que dijiste?

¿Deseas traer de vuelta a un hombre que es mortal, uno desde hace mucho tiempo?

condenado por su destino, por una muerte que suena mal y lo libera?

Hazlo entonces; pero no todos los demás dioses lo aprobaremos.

Nuevamente, Zeus parece ser capaz de alterar el destino, pero no lo hace, decidiendo en cambio cumplir con los resultados establecidos; sin embargo, al contrario, el destino ahorra a Eneas, después de que Apolo convence al troyano superpuesto a luchar contra Aquiles. Poseidón habla cautelosamente:

Pero ven, déjanos alejarlo de la muerte, por temor

el hijo de Kronos puede enojarse si ahora Achilleus

mata a este hombre Está destinado a que él sea el sobreviviente,

que la generación de Dardanos no morirá ...

Con la ayuda divina, Eneas escapa de la ira de Aquiles y sobrevive a la guerra de Troya. Ya sea que los dioses puedan o no alterar el destino, lo soportan, a pesar de que contradice sus lealtades humanas. Así, el misterioso origen del destino es un poder más allá de los dioses. El destino implica la división tripartita y primitiva del mundo que Zeus, Poseidón y Hades efectuaron al deponer a su padre, Cronos, por su dominio. Zeus tomó el Aire y el Cielo, Poseidón las aguas y Hades el Inframundo, la tierra de los muertos, pero comparten el dominio de la Tierra. A pesar de los poderes terrenales de los dioses olímpicos, solo los Tres Destinos establecen el destino del Hombre.

## Transmisión textual
Se conservan papiros con copias de la Ilíada del siglo II a. C., aunque se tiene constancia de la existencia de uno anterior al año 520 a. C., que se utilizaba en Atenas para recitarlo en las fiestas en honor de Atenea (las llamadas Panateneas).
Ya en la antigüedad clásica se consideraba este poema como historia real y a sus personajes como modelo de comportamiento y heroísmo por imitar. Era práctica habitual su estudio y la memorización de extensos episodios.
Posteriormente su transmisión se generalizó, sobre todo en Europa (a partir del siglo XIII) y en Bizancio (siglos IX al XV).

## Traducciones

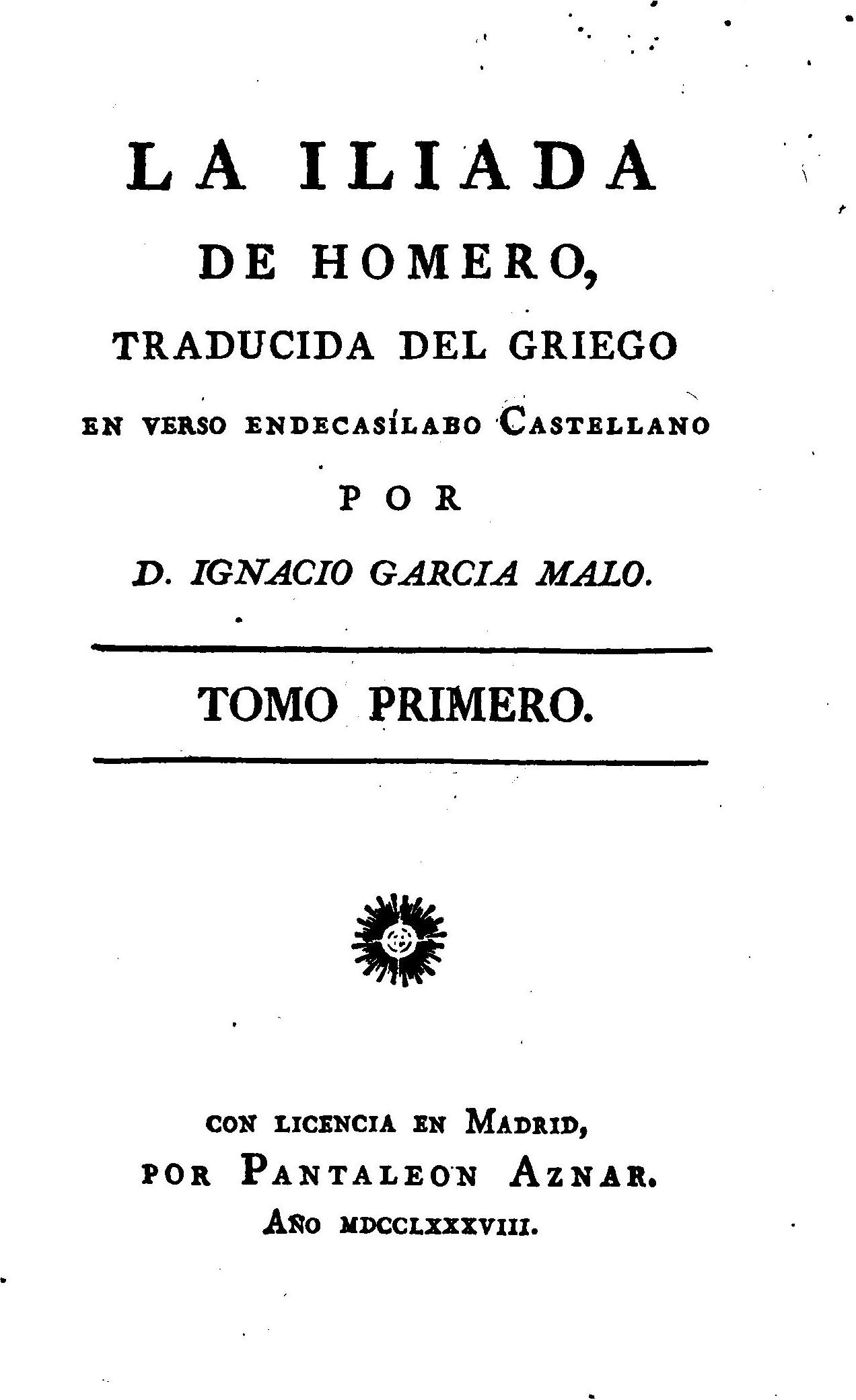
Portada de la primera traducción impresa al español, por Ignacio García Malo, tomo I, 1788.

Tradujeron la Ilíada en verso castellano Juan de Lebrija Cano, el maestro Francisco Sánchez de las Brozas, Cristóbal de Mesa, el padre Manuel Aponte, Miguel José Moreno, Francisco Estrada y Campos y un anónimo. Existe en el Museo Británico una traducción en prosa castellana de los cinco primeros cantos de la Ilíada, pero no es directa, sino desde la versión latina de Pedro Cándido Decinibre. Todas estas traducciones son manuscritas y muchas de ellas perdidas o de localización ignorada, como la de Manuel Aponte. En español la Odisea tuvo mejor suerte en la imprenta que la Ilíada, ya que la primera traducción (impresa) de la Ilíada en castellano data de fecha tan tardía como 1788 y fue realizada por el escritor y dramaturgo neoclásico Ignacio García Malo (Madrid: Imprenta de Pantaleón Aznar, 1788); la segunda fue en endecasílabos por el preceptista José Gómez Hermosilla (Madrid: Imprenta Real, 1831). Entre las del siglo XX, si se deja aparte la incompleta y libérrima de Alfonso Reyes Ochoa, pueden destacarse la fiel y rigurosa de Luis Segalá (Barcelona, 1908; revisada en Obras completas en Barcelona: Montaner y Simón, 1927), muy reimpresa; la de Alejandro Bon, en prosa (Barcelona: Ediciones Populares Iberia, 1932); la José María Aguado (Madrid, 1935), que imita la épica medieval castellana en verso octosílabo y rima asonante (romance); las más recientes de Daniel Ruiz Bueno (Madrid, Hernando, 1956) en prosa rítmica; Fernando Gutiérrez, en hexámetros castellanos (Barcelona, José Janés, 1953); Francisco Sanz Franco (Barcelona: Ediciones Avesta, 1971); Antonio López Eire (1989); Agustín García Calvo (Zamora: Lucina, 1.ª ed. 1995 2.ª corregida 2003), en hexámetros asonantados que pretenden recrear el estilo original; la versión rítmica de Rubén Bonifaz Nuño (México: UNAM, 1996); y la de Emilio Crespo (Madrid: Biblioteca básica Gredos, 2000).
En el siglo XXI se ha publicado la traducción de Óscar Martínez García (Madrid: Alianza Editorial, 2010).
En Latinoamérica, la primera traducción directa del griego fue publicada en Chile por Guillermo Jünemann el año 1902.

## Impacto cultural de la Ilíada
La repercusión de la Ilíada en la cultura occidental es enorme y se ha reflejado a través de adaptaciones y versiones en prosa, verso, teatro, cine, televisión e historieta.

### Cine y televisión
- Helena de Troya (Helen of Troy). Estados Unidos-Italia, 1956. Director: Robert Wise. Intérpretes: Jacques Sernas, Rossana Podestà, Niall McGinnis, Robert Douglas, Stanley Baker, Torin Thatcher. Recoge el episodio de Briseida, la despedida de Héctor y Andrómaca y la muerte de este.
- La ira de Aquiles (L'ira di Achille / Fury of Achilles). Italia, 1962. Director: Marino Girolami. Intérpretes: Gordon Mitchell, Jacques Bergerac, Cristina Gaioni, Gloria Milland, Piero Lulli, Roberto Risso.
- Troya (Troy). Estados Unidos, 2004. Director: Wolfgang Petersen. Intérpretes: Brad Pitt, Eric Bana, Orlando Bloom, Diane Kruger, Brian Cox, Peter O'Toole.

### Eponimia
El asteroide (6604) Ilias fue llamado así por esta epopeya.